# Энигма (фильм, 1987)
«Энигма» (итал. Aenigma) — фильм ужасов 1987 года режиссёра Лучо Фульчи. Премьера фильма состоялась 30 декабря 1987 года. Основная часть фильма снималась в окрестностях Белграда и в Черногории.

## Сюжет
Над девушкой Кэти постоянно насмехались в её колледже. Однако вскоре очередная шутка сокурсниц зашла очень далеко. Они подстроили ей свидание с преподавателем физкультуры, однако на пути к встрече они стали гнаться за девушкой на машинах, в результате чего она выбежала на трассу, где её сбил грузовик. Кэти была доставлена в больницу, но она так и не очнулась и впала в кому. В это же время в колледже появляется новая студентка — Ева. Она завоёвывает своей красотой и энергией себе подруг и парней, одним из них стал уже упомянутый преподаватель физкультуры. Однако он вскоре умирает от сердечного приступа (но никто не подозревает, что его задушило собственное отражение в зеркале). У Кэти, которая лежит в коме в больнице, в это самое время учащается пульс, а на лице появляется подобие некой улыбки. Это заметил доктор Роберт Андерсон, который решает разобраться в этом феномене. Роберт сходится с Евой, но странные убийства продолжаются. Почти все обидчицы Кэти уже мертвы, кроме одной — лучшей подруги Евы — Дженни, которая хочет увести Роберта у неё. А Роберт, в свою очередь, понемногу начинает догадываться о причинах столь странных смертей.

## В ролях
- Миллиана Зироевик — Кэти
- Лара Нажински — Ева
- Джаред Мартин — доктор Роберт Андерсон
- Юлли Райнталер — Дженни